# 코야도비얄바

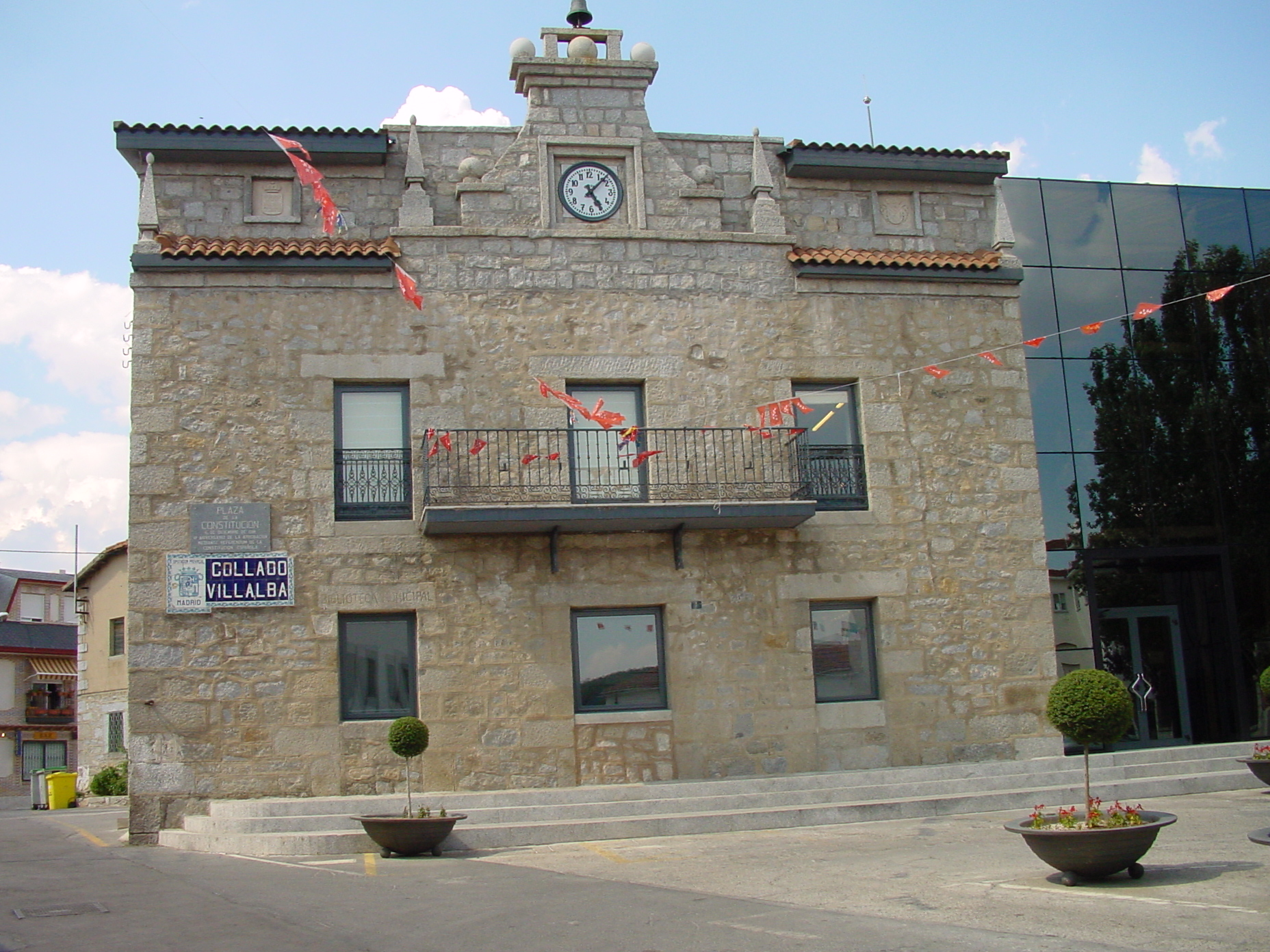
코야도비얄바 시청

코야도비얄바(스페인어: Collado Villalba)는 스페인 마드리드 지방에 위치한 도시로 면적은 26.5km2, 높이는 903m, 인구는 57,889명(2005년 기준), 인구 밀도는 2,184명/km2이다. 마드리드에서 북서쪽으로 39km 정도 떨어진 곳에 위치한다.